# Dasza Astafjewa
Dasza Astafjewa (właśc. Darija Wiktoriwna Astafjewa, ukr. Дарія Вікторівна Астаф'єва; ur. 4 sierpnia 1985 w Pokrowiu) – ukraińska modelka i piosenkarka; członkini ukraińskiej grupy pop NikitA.

## Życiorys

### Kariera wokalna

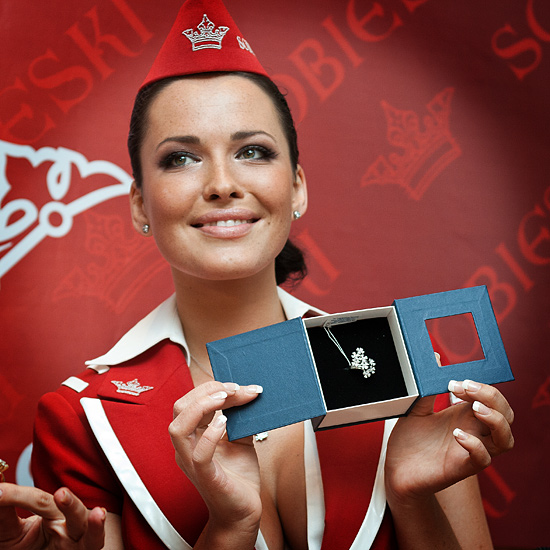
Dasza Astafiewa na konferencji prasowej grupy NikitA (2008)

Astafjewa podczas studiów na wydziale reżyserskim wyższej szkoły teatralnej w Dniepropietrowsku pobierała lekcje śpiewu. Po przeprowadzce do Kijowa Daria poznała producenta Jurija Nikitina, co w późniejszym okresie pomogło jej wziąć udział w ukraińskiej Fabryce Gwiazd w 2007. W tym samym roku została zatrudniona przez Mamamusic i zawodowo zaczęła zajmować się śpiewaniem.
Sławę przyniósł jej udział w grupie Nikita, do której dołączyła wraz z Julią Kawtaradze – byłą członkinią zespołu A.R.M.I.A. W marcu 2009 wydany został pierwszy album zespołu, pod tytułem „Maszyna”. W tym samym roku Nikita miała reprezentować Ukrainę w Konkursie Piosenki Eurowizji w Moskwie, ale ostatecznie grupa zrezygnowała z udziału ze względu na rozwijającą się karierę Daszy Astafjewej jako modelki.

### Modeling
Astafjewa została Playmate miesiąca stycznia 2009 miesięcznika Playboy (twórcą sesji zdjęciowej był Stephen Wayda). Była także jubileuszową 55. Playmate.